# 노량진 복합리조트
노량진 복합리조트(영어: Noryangjin Resort Complex)는 대한민국 서울특별시 동작구 노량진동에 건설할 예정인 호텔이다. 노량진 수산시장 복합리조트 사업 계획이 있었다. 2015년에 초고층 건물을 지을 계획이 있지만 호텔, MICE 시설, 쇼핑몰이 들어설 예정이었다. 2021년 6월 구 노량진 수산시장에는 동작구가 운영하는 축구장과 야구장이 생겼다.

## 같이 보기
- 노량진 호텔
- 대한민국의 호텔 목록
- 대한민국의 마천루 목록
- 서울특별시의 마천루 목록